# Nesothamnus amazonicus
Nesothamnus amazonicus är en insektsart som beskrevs av Keti Maria Rocha Zanol 2001. Nesothamnus amazonicus ingår i släktet Nesothamnus och familjen dvärgstritar. Inga underarter finns listade i Catalogue of Life.